# Trofeo Cougnet
Il Trofeo Cougnet era una competizione di ciclismo su strada maschile dedicata alla memoria del giornalista Armando Cougnet, che si svolse per dodici anni dal 1961 al 1972.

## Storia
Il challenge, che si svolgeva nel corso di tutto l'anno ciclistico, si articolava in una serie di prove sia in linea sia a tappe, al termine delle quali veniva attribuito un punteggio in base all'ordine di arrivo. Al termine di tutte le prove il ciclista che aveva ottenuto più punti vinceva la competizione, come accade oggi per il Calendario mondiale UCI, come era accaduto per la Coppa del mondo UCI e come era per il Trofeo dell'U.V.I. di cui il Cougnet si può ritenere diretto prosecutore.
Di seguito le prove che hanno fatto parte del Trofeo Cougnet: 
- Coppa Placci
- Giro d'Abruzzo a Teramo
- Giro di Seregno
- Gran Premio Ceramisti - Ponzano Magra
- Gran Premio Ci-Can Faenza
- Circuito di Como
- Circuito di Cabiate
- Circuito di Copolona

## Albo d'oro
| Anno | Vincitore          | Secondo | Terzo |
| ---- | ------------------ | ------- | ----- |
| 1961 | Ernesto Bono       |         |       |
| 1962 | Franco Cribiori    |         |       |
| 1963 | Ercole Baldini     |         |       |
| 1964 | Michele Dancelli   |         |       |
| 1965 | Bruno Mealli       |         |       |
| 1966 | Giuseppe Grassi    |         |       |
| 1967 | Luciano Armani     |         |       |
| 1968 | Ugo Colombo        |         |       |
| 1969 | Romano Tumellero   |         |       |
| 1970 | Franco Bitossi     |         |       |
| 1971 | Giancarlo Polidori |         |       |
| 1972 | Gösta Pettersson   |         |       |